# Ferrovia Brighton-Hastings
La ferrovia Brighton-Hastings (in inglese East Coastway line) è una linea ferroviaria britannica che collega la Brighton a Hastings, entrambe nell'East Sussex.

## Caratteristiche

### Percorso
| Unknown route-map component "d" | + Unknown route-map component "vKBHFa" |  |

| Unknown route-map component "d" | + Unknown route-map component "vÜSTr" |  |

| Unknown route-map component "d" | + Unknown route-map component "vSTR-STRl" | + Unknown route-map component "CONTfq" |

| Unknown route-map component "ABZgl" | Unknown route-map component "CONTfq" |

| Unknown route-map component "hSTRae" |

| Stop on track |

| Unknown route-map component "exCONTgq" | Unknown route-map component "eABZgr" |  |  |

| Stop on track |

| Unknown route-map component "SKRZ-G2o" |

| Stop on track |

| Enter and exit tunnel |

| Unknown route-map component "eHST" |

| Unknown route-map component "SKRZ-G2o" |

| Enter and exit tunnel |

| Unknown route-map component "d" | + Unknown route-map component "vSTR-STR+l" | + Unknown route-map component "CONTfq" |

| Unknown route-map component "d" | + Unknown route-map component "vBHF" |  |

| Unknown route-map component "d" | + Unknown route-map component "xvÜSTr" |  |

| Unknown route-map component "d" | + Unknown route-map component "veABZglo-exSTR" | + Unknown route-map component "exCONTf@Fq" |

| Unknown route-map component "d" | + Unknown route-map component "xv-SHI2g+r" |  |

| Unknown route-map component "hbKRZWae" |

| Unknown route-map component "SKRZ-G2u" |

| Unknown route-map component "CONTgq" | Unknown route-map component "ABZgr" |  |

| Unknown route-map component "SKRZ-G2u" |

| Stop on track |

| Stop on track |

| Unknown route-map component "hbKRZWae" |

| Unknown route-map component "SKRZ-G2u" |

| Station on track |

|  | Unknown route-map component "eABZg+l" | Unknown route-map component "exCONTfq" |

|  | Unknown route-map component "eABZgl" | Unknown route-map component "exCONTfq" |

| Unknown route-map component "eBHF" |

| Unknown route-map component "CONTf+l" | Unknown route-map component "xABZgr+r" |  |

| Unknown route-map component "eHST" |

| Stop on track |

| Stop on track |

| Stop on track |

| Stop on track |

| Stop on track |

| Station on track |

| Unknown route-map component "eHST" |

| Unknown route-map component "d" | + Unknown route-map component "vSTR-KDSTa" |

| Unknown route-map component "d" | + Unknown route-map component "vÜST" |

| Unknown route-map component "d" | + Unknown route-map component "vSTR-KDSTe" |

| Unknown route-map component "eHST" |

| Unknown route-map component "eHST" |

|  | Unknown route-map component "ABZg+l" | Unknown route-map component "CONTfq" |

| Unknown route-map component "tSTRa@g" |

| Unknown route-map component "tBHFea" |

| Unknown route-map component "tSTRe@f" |

| Station on track |

| Continuation forward |

| Continuation backward |

| Unknown route-map component "STRc2" | + Unknown route-map component "ABZg3" + Unknown route-map component "exlHST~F" |  |

| Unknown route-map component "CONT3+1" | + Unknown route-map component "STRc4" + Straight track + Unknown route-map component "exlHST~G" |  |

| Stop on track |

| Stop on track |

|  | Unknown route-map component "eABZg+l" | Unknown route-map component "exCONTfq" |

| Enter and exit tunnel |

| + Unknown route-map component "CONTgq" | Unknown route-map component "d" + Unknown route-map component "vSTR+r-STR" |  |  |

| Unknown route-map component "d" | + Unknown route-map component "vBHF" |  |

| Unknown route-map component "d" | + Unknown route-map component "vCONTf" |  |

| Continuation backward |

| Unknown route-map component "eBHF" |

|  | Unknown route-map component "ABZgxl+l" | Unknown route-map component "CONTfq" |

| Stop on track |

|  | Unknown route-map component "eABZg+l" | Unknown route-map component "exCONTfq" |

| End station |

## Traffico
I servizi passeggeri sono gestiti da Southern. Tra Hastings e St Leonards West Marina, la tratta è servita anche dai treni di Southeastern coi servizi che collegano Hastings a Tonbridge.